# Antivíric
Un antivíric és aquella substància química natural o de síntesi que destrueix de manera selectiva els virus que infecten organismes vius o en debilita l'acció. És un tipus de fàrmac usat per al tractament d'infeccions produïdes per virus. De la mateixa manera que existeixen els antibiòtics (específics per a bacteri), existeixen antivírics específics per a diferents tipus de virus. No sense excepcions, són relativament innocus per a l'hoste, per la qual cosa la seva aplicació és relativament segura. Han de distingir-se dels viricides, que són composts químics que destrueixen les partícules virals presents en l'ambient; viricides naturals són produïts per plantes com ara per l'eucaliptus i l'arbre del te a Austràlia.
Existeixen diferents antivírics. Entre els agents antivírics de síntesi hi ha certes molècules anàlogues dels nucleòsids, que bloquegen la duplicació del DNA víric com la vidarabina i l'acicloguanosina. Entre els agents naturals hi ha els interferons, proteïnes segregades per cèl·lules de vertebrats quan són infectades per virus.
Molts dels antivírics disponibles són dissenyats per a combatre el virus de la immunodeficiència humana (VIH, virus de la sida), els herpesvirus, el virus causants de la varicel·la, de l'herpes labial, de l'herpes genital, etc., i els virus de l'hepatitis B i de l'hepatitis C, que poden causar càncer de fetge. Es treballa per estendre el rang d'antivírics a altres famílies de patògens.

## Història
L'aparició dels antivírics va ser producte de l'expansió en el coneixement de la genètica i estructura molecular dels organismes, i dels virus en particular. Els investigadors biomèdics van arribar a entendre l'estructura i funcions dels virus, la qual cosa va comportar l'elaboració d'aquests fàrmacs. Això va succeir conjuntament amb l'avanç en les tècniques de síntesis de noves drogues i la pressió del cos mèdic per disposar de més i millors mitjans terapèutics per combatre les infeccions virals que es fan extraordinàriament severes en pacients immunocompromesos, com els que pateixen de sida.
Els virus són composts de material genètic i, de vegades, d'alguns enzims, embolicades per una càpsula feta de proteïna, i rares vegades, coberta per una capa lipídica. Els virus no es poden reproduir per si mateixos i es propaguen segrestant cèl·lules perquè facin el treball per ells. La medicina científica i la pràctica disposen d'una varietat d'eines efectives, des d'antisèptics a anestèsics passant per vacunes i antibiòtics. Però un camp en el qual la medicina ha estat tradicionalment feble és en el de trobar medicaments per tractar infeccions virals. S'han desenvolupat vacunes altament efectives per prevenir aquestes malalties, però tradicionalment, quan algú cau malalt amb un virus, hi havia poc que fer i es recomanava descans i beure líquids fins que passés la malaltia.
Els primers antivírics experimentals es van desenvolupar en la dècada dels 60, la majoria per atacar els virus herpes (VHH), els quals es van aconseguir amb el mètode "assaig-error". No obstant això, a mitjans de la dècada dels 80, l'escenari va canviar dràsticament. Es van desenvolupar dotzenes de tractaments antivírics que segueixen estant disponibles actualment.
Per desenvolupar els primers antivírics, els investigadors van conrear poblacions de cèl·lules i les van infectar amb el virus objectiu. Llavors es van introduir substàncies químiques i, les que semblaven tenir un efecte, es van seleccionar per a un estudi més gran. Aquest procediment d'assaig i error consumia molt temps, i en absència d'un bon coneixement de com funciona el virus objectiu, es va veure que no era gaire efectiu per al descobriment d'antivírics que tinguin pocs efectes secundaris. Fins a la dècada de 1980 no es van descriure les primeres seqüències genètiques completes dels virus, que va fer possible començar a conèixer el seu funcionament amb més detall i saber exactament quin tipus de molècules es necessitaven per atacar l'estructura dels virus.

## Disseny de substàncies antivíriques
La idea general darrere del disseny dels antivírics moderns és identificar les proteïnes víriques que poden ser afeblides. Aquests objectius haurien de ser diferents proteïnes o parts de proteïnes dels humans, per reduir la probabilitat dels efectes secundaris. Els objectius haurien de ser comuns per a moltes varietats d'un virus o, fins i tot, entre diferents espècies de virus de la mateixa família, de tal manera que un únic medicament tingués una alta efectivitat. Una vegada que s'han identificat els objectius, es poden triar els medicaments candidats entre els ja coneguts, que tindrien els efectes apropiats, o designar el candidat a escala molecular amb l'ajuda d'una computadora i un programa de disseny. En tots dos casos, els candidats poden ser sintetitzats per blocar el gen que sintetitza aquesta proteïna en bacteris o un altre tipus de cèl·lules. Els bacteris o les cèl·lules es cultiven per a la producció en massa de les proteïnes, que poden ser seleccionades per tecnologies d'«ocultació ràpida» per veure quins candidats són més efectius.
S'han desenvolupat diverses estratègies de disseny de fàrmacs per desenvolupar antivírics i s'ha intentat atacar els virus en totes les etapes del seu cicle de vida. Els cicles de vida dels virus poden variar depenent de les espècies de virus, però tots comparteixen un patró general:
- Alliberament de gens virals i possiblement enzims en la cèl·lula hoste.
- La replicació de components virals utilitzant maquinària hoste-cèl·lula.
- L'assemblat de components virals en partícules virals completes.
- Alliberament de partícules virals per infectar noves cèl·lules hoste.

El millor moment per atacar un virus és tan aviat com sigui possible en el seu cicle de vida. En cert sentit, això és exactament el que fan les vacunes. Les vacunes tradicionalment consisteixen en una versió morta o afeblida d'un patogen, encara que més recentment les vacunes «de subunitats» tenen com a objectiu les proteïnes dels patògens. Estimulen el sistema immunitari sense provocar danys seriosos a l'hoste i així, quan el patogen real ataca el subjecte, el sistema immunitari respon ràpidament i els bloqueja. Les vacunes tenen un excel·lent historial d'efectivitat, però tenen un ús limitat entre els pacients que ja han estat infectats. Per això apareixen els antivírics.
Una estratègia habitual també és interferir en la capacitat del virus per introduir-se a la cèl·lula. El virus ha de realitzar una seqüència d'accions per aconseguir-ho, començant per unir-se a un receptor específic en la superfície de la cèl·lula hoste i acabant per desprendre's de la càpsida del virus dins de la cèl·lula i l'alliberament del genoma viral. Els virus que tenen una envolta lipídica necessiten, a més, fusionar-la amb la membrana de la cèl·lula objectiu o amb una vesícula que els introdueixi a la cèl·lula, abans de poder desprendre-se'n (viropèxia).

### Inhibició de la Replicació viral
L'etapa de la replicació viral pot inhibir-se de dues maneres. Es poden usar agents similars a les proteïnes associades a virus (VAP), que competeixen amb elles pels receptors en les membranes cel·lulars. Poden ser anticossos antiidiotipus, anticossos antireceptor, o lligams naturals per als anticossos contra receptor i antireceptor de les proteïnes associades al virus. O bé poden usar agents similars al receptor, que s'uneixen a les proteïnes víriques. Poden ser anticossos antiproteïnes víriques, anticossos de receptors antiidiotípics, i receptors sintètics.
Aquesta estratègia de disseny d'antivírics pot resultar molt costosa. El procés mitjançant el qual es generen anticossos antiidiotipus encara no es coneix completament, i té una farmacocinètica molt pobra.

### Entrada dels virus
La primera etapa de les infeccions víriques és l'entrada del virus, quan els virus se subjecten i entren en la cèl·lula hoste. Diverses substàncies inhibidores de l'entrada o bloquejants de l'entrada s'estan desenvolupant per lluitar contra el VIH. L'HIV principalment ataca el sistema immunitari dels glòbuls blancs coneguts com a limfòcits T i identifica a aquestes cèl·lules objectiu a través de cèl·lules-T receptores superficials designades com a CD4 i CCR5. Els intents d'interferir l'enllaç del VIH amb el receptor CD4 han fallat per parar la infecció dels limfòcits T, però les recerques continuen intentant interferir amb l'enllaç de l'HIV al receptor CD5 amb l'esperança que sigui més efectiu. No obstant això, dos bloquejadors d'entrada, l'amantadina i la rimantadina, han estat introduïts per combatre la grip i els investigadors estan treballant en substàncies inhibidores d'entrada dels virus per combatre els virus de l'hepatitis B i C.
Un bloquejador d'entrada és el pleconaril. El pleconaril treballa contra els rinovirus, que causen el refredat comú, bloquejant una borsa en la superfície del virus que controla el procés d'incubació. Aquesta borsa apareix en moltes varietats de rinovirus i enterovirus, que poden causar diarrea, meningitis, conjuntivitis i encefalitis.
Una segona alternativa és centrar-se en els processos de síntesi dels components del virus abans d'envair la cèl·lula. Un camí és desenvolupar nucleòtids o nucleòsids anàlegs que s'assemblen als blocs que construeixen l'ARN i l'ADN, però interfereixen amb els enzims que sintetitzen l'ARN o l'ADN una vegada que l'anàleg és incorporat. El primer antivíric reeixit, l'aciclovir, és un anàleg als nucleòsids i és efectiu contra l'herpesvirus. La primera substància antivírica a ser aprovada per tractar el VIH, la zidovudina (AZT), és també un nucleòsid anàleg.
Un millor coneixement de l'acció de la transcriptasa inversa ha conduït a millors anàlegs a nucleòsids per tractar les infeccions del VIH. Un d'aquests medicaments, la lamivudina, ha estat aprovat per tractar l'hepatitis B, que utilitza la transcriptasa inversa com a part del seu procés de replicació. Els investigadors han anat més lluny i han desenvolupat inhibidors que no semblen nucleòsids, però poden seguir bloquejant la transcriptasa inversa. Altres objectius a ser considerats pels antivírics VIH inclouen la RNasa H, que és un component de la transcriptasa inversa que trenca l'ADN sintetitzat de l'ARN viral original i la integrasa, que empalma l'ADN sintetitzat amb el genoma de la cèl·lula hoste.
Una vegada que un genoma d'un virus està operatiu en una cèl·lula hoste, genera molècules d'ARN missatger (ARNm) que dirigeixen la síntesi de proteïnes víriques. El procés de producció d'ARNm és iniciat per les proteïnes conegudes com a factor de transcripció. Diversos antivírics estan sent dissenyats per bloquejar l'encavalcament de factors de transcripció a l'ADN víric.

### Medicaments antisensibilitat
La genòmica no només ha ajudat a trobar objectius per a molts antivírics; també ha proveït les bases per un completament nou tipus de medicaments basats en molècules antisensibilitat. Aquests són segments d'ADN o ARN que són designats com a «imatges especulessis» per a seccions crítiques de genomes virals i l'enllaç d'aquests segments antisensibilitat a aquestes seccions objectiu bloquegen l'operació d'aquests genomes. S'ha introduït un medicament antisensibilitat anomenat fomivirsen, usat per tractar infeccions oculars en pacients de sida causades pel citomegalovirus i uns altres antivírics antisensibilitat s'estan investigant.
Un tipus d'estructura antisensibilitat que s'ha provat especialment vàlid en recerca és la morfolino antisensibilitat. Els morfolino s'han utilitzat experimentalment per suprimir molts tipus de virus com els calicivirus, els flavivirus (com el WNV, el Dengue i el HCV) i els coronavirus i estan en desenvolupament clínic.

### Medicaments amb ribozims i inhibidors de la proteasa
Una altra tècnica encara més enrevessada inspirada pels genòmics és un conjunt de medicaments basats en ribozims, que són enzims que fan xixines a l'ARN o l'ADN viral en determinats llocs. Segons l'ordre natural de les coses, els ribozims s'utilitzen com a part de la seqüència de manufactura vírica, però aquests ribozims sintètics estan dissenyats per a destrossar l'ARN i l'ADN en certs llocs que deshabilita el virus.
Està en període de proves un ribozim antivíric per tractar l'hepatitis C i s'estan desenvolupant ribozims antivírics per tractar el VIH. Una variació interessant d'aquesta idea és la utilització de cèl·lules modificades genèticament que poden produir ribozims adaptats personalment. Això és part d'un esforç major per crear cèl·lules modificades genèticament que puguin ser injectades en pacients per atacar patògens per generació especialitzada de proteïnes que bloquegen la replicació viral en diverses fases del cicle de vida dels virus.
Alguns virus contenen un enzim conegut com a proteasa que destrueix les cadenes de proteïnes virals perquè elles es puguin assemblar en la seva configuració final. El VIH inclou una proteasa i per això recerques considerables s'han realitzat per trobar inhibidors de proteasa per atacar el VIH en aquesta fase del seu cicle de vida. Els inhibidors de proteasa van estar disponibles en els anys 1990 i han provat la seva efectivitat, encara que poden tenir estranys efectes secundaris, per exemple causant l'aparició de greix en llocs inusuals. Els inhibidors de proteasa millorats estan ara en desenvolupament.

### Etapa final del cicle de vida
L'etapa final del cicle de vida d'un virus és l'aparició de virus complets de la cèl·lula hoste i aquest pas ha estat presa com a objectiu pels desenvolupadors d'antivírics. Dos medicaments anomenats zanamivir (Relenza) i oseltamivir (Tamiflu) que han estat introduïts per tractar la grip prevenen el llançament de partícules víriques bloquejant una molècula anomenada neuraminidasa que es troba en la superfície dels virus de la grip i també sembla ser constant a través d'un ampli rang de varietats de grip.
Una segona categoria de tàctiques per lluitar contra els virus implica estimular el sistema immunitari per atacar-los, més que atacar-los directament. Alguns antivírics d'aquest tipus no es basen en un patogen específic, en comptes d'estimular el sistema immunitari per atacar una gamma de patògens.
Una de les substàncies d'aquesta classe més conegudes són els interferons, que inhibeixen la síntesi viral en cèl·lules infectades. Una forma d'interferó humà anomenada interferó alfa està establerta com un tractament per a l'hepatitis B i C i uns altres interferons estan també sent investigats com a tractaments per a diverses malalties.
Una alternativa més específica és sintetitzar anticossos, les proteïnes moleculars que poden enllaçar-se a un patogen i li marquen per atacar altres elements del sistema immunitari. Una vegada que s'identifiqui un objectiu particular en el patogen, es poden sintetitzar certes quantitats d'idèntics anticossos monoclonals per enllaçar-los a l'objectiu. Una substància monoclonal es ven per combatre el virus sincicial respiratori en bebès i una altra s'està provant com un tractament per a l'hepatitis B.
Els exàmens dels genomes de virus i la comparació amb el genoma humà mostren que alguns genomes vírics són enrevessats, generant proteïnes que imiten a les utilitzades pel sistema immunitari humà, confonent la resposta del sistema immunitari. Una línia de recerca és trobar antivírics que puguin reconèixer aquestes proteïnes intruses i deshabilitar-les.
Tots els medicaments dissenyats per lluitar contra els patògens tenen un problema comú: a llarg termini, els patògens evolucionen i adquireixen resistència als medicaments. Això significa que cap antivíric serà una solució permanent. De fet, l'estructura d'un antivíric haurà de ser modificada segons canviï el seu patogen.
Així és la naturalesa del joc. No obstant això, els antivírics estan prometent actualment ser la innovació més gran en farmàcia des de la introducció dels antibiòtics durant la Segona Guerra Mundial i prometen ser un gran pas cap endavant en el camp de la salut.

## Requisits d'un antivíric
Perquè un fàrmac antivíric sigui considerat per al tractament d'una infecció viral ha de complir certs requisits indispensables. El fàrmac ha de ser específicament actiu contra el virus objectiu (target), inhibint algun pas essencial del seu metabolisme i ha de poder afeblir les soques resistents que puguin sorgir. A més, ha de tenir certs paràmetres que permetin al fàrmac ser d'alta biodisponibilitat oral, ràpida penetració en els teixits infectats i no ser tòxics per a les cèl·lules normals i l'organisme en general a curt i llarg termini. El fàrmac ha de ser transformat a la seva forma activa solament en cèl·lules infectades, ha de ser excretat sense ser metabolitzat o sense generar metabòlits tòxics, i ha de tenir baixa freqüència d'administració. Finalment, el fàrmac ha de tenir un cost baix perquè pugui ser assequible a tota la població. Aquestes característiques, entre d'altres, dificulten el descobriment de nous fàrmacs efectius per al tractament de les malalties víriquws.